# Naturschutzgebiet Stippessiepen
Das Naturschutzgebiet Stippessiepen ist ein 3,19 ha großes Naturschutzgebiet (NSG) westlich von Kierspe im Märkischen Kreis in Nordrhein-Westfalen. Das NSG wurde 2003 vom Kreistag des Märkischen Kreises mit dem Landschaftsplan Nr. 7 Kierspe ausgewiesen.

## Gebietsbeschreibung
Bei dem NSG handelt es sich um einen Biotopkomplex mit naturnahen Bach Stippessiepen mit Ufergehölzen und angrenzenden Grünland und Bach-Erlen-Eschenwald.

## Schutzzweck
Das Naturschutzgebiet wurde zur Erhaltung und Entwicklung eines Bachtals mit Aue und als Lebensraum gefährdeter Tier- und Pflanzenarten ausgewiesen. Wie bei anderen Naturschutzgebieten in Deutschland wurde in der Schutzausweisung darauf hingewiesen, dass das Gebiet „wegen der landschaftlichen Schönheit und Einzigartigkeit“ zum Naturschutzgebiet wurde.